# Радуница (сборник)
Ра́дуница — первый прижизненный сборник русского поэта Сергея Есенина (1895—1925). В него вошло 33 стихотворения. Первые экземпляры вышли в Петрограде 29 января (иногда указывается 1 февраля) 1916 года в издательстве М. В. Аверьянова.

## Состав сборника
33 стихотворения (возраст Христа). Сборник разбит на две части: 1.Русь и 2. Маковые побаски
Русь: Микола; Инок <"Пойду в скуфье смиренным иноком…">; Калики; «Не с бурным ветром тучи тают…»; <"Не ветры осыпают пущи…">; «Задымился вечер, дремлет кот на брусе…»; «Гой ты, Русь, моя родная…»; Богомолки <"По дороге идут богомолки…">; Поминки; «Шёл Господь пытать людей в любови…»; «Край родной, поля, как святцы…»; <"Край любимый! Сердцу снятся…">; Улогий <"Я странник убогий…">; В хате; Выть <"Чёрная, по́том пропахшая выть!..">, посв.: «Д. В. Философову»; Дед; «Топи да болота…».
Маковые побаски: «Белая свитка и алый кушак…»; «Матушка в купальницу по лесу ходила…»; Кручина <"Зашумели над затоном тростники…">; Троица <"Троицыно утро, утренний канон…">; «Заиграй, сыграй, тальяночка, малиновы меха…»; «Ты поила коня из горстей в поводу…»; <Подражанье песне>; «Выткался на озере алый свет зари…»; «Туча кружево в роще связала…»; «Дымом половодье…»; Девичник; «Сыплет черёмуха снегом…»; Рекруты <"По селу тропинкой кривенькой…">; «Край ты мой заброшенный…»; Пастух <"Я пастух, мои палаты…">; Базар <"На плетнях висят баранки…">; «Сторона ль моя, сторонка…»; Вечер <"На лазоревые ткани…">; «Чую радуницу Божью…».

## История
Первые, ненадёжные упоминания о сборнике относят его к 1914 году.
В воспоминаниях Л. М. Клейнборта (1926 год, также в его книге «Молодая Белоруссия. Очерк современной белорусской литературы. 1905—1928 гг.», Минск, 1928, С. 186) говорится, что в конце 1914 года ему в Петроград отправил Сергей Есенин свой рукописный сборник («тетрадь стихов») «Радуница». Эти сведения считаются требующими уточнения.
Второй раздел сборника «Маковые побаски» называется также, как книга 1915 года. Она отмечается по объявлению в разделе «Литературная хроника» газеты «День», Петроград, 1915, 29 октября, № 298: «Литературно-художественное общество „Страда“ выпускает книгу стихов молодого поэта Сергея Елнина <Есенина> „Маковые побаски“».
Содержание обоих сборников неизвестно.
Первоначально книгу собирался выпустить С. М. Городецкий в собственном издательстве «Краса». 24 апреля 1915 года Сергей Есенин писал из Петрограда Николай Клюеву: «Осенью Городецкий выпускает мою книгу „Радуница“. В „Красе“ я тоже буду.»
В. С. Чернявский писал Есенину 26 мая 1915 года: «Слышал, что уже объявлено о твоей книге в издательстве „Краса“. Что и как в этом смысле, поддерживаешь ли отношения с Городецким…» (Письма, 199). 4 июня 1915 года уже сам Городецкий просил Есенина: «Пришли мне свою книжку теперь же, хоть как она есть» (Письма, 200). Очевидно, просьба Городецкого не была выполнена, так как 7 августа 1915 года он вновь спрашивал Есенина: «Ведёшь ли список своих стихов и составил ли книжку?» (Письма, 204).
Осенью 1915 года Городецкий пытался опубликовать «Радуницу» в издательстве товарищества И. Д. Сытина. Известно его письмо А. В. Руманову 23 октября 1915 года: «Юнец златокудрый, который принесёт тебе это письмо, — поэт Есенин (я тебе говорил — рязанский крестьянин). Не издашь ли его первую книгу „Радуница“ у Сытина? Если поможет делу, я напишу предисловие. Стихи медовые, книга чудесная. Приласкай!» (Письма, 307).
Книга вышла до 28 января 1916 года в издательстве М. В. Аверьянова (Петроград) без каких-либо предисловий. Поступила в Петроградский комитет по делам печати 28 января, одобрена цензором 30 января и выдана обратно (возвращена) 1 февраля 1916 года (РГИА, ф. 777 (Петроградского комитета по делам печати), оп. 27, ед. хр. 260, л. 46, об. — 47).
Известны два январских авторских автографа на экземплярах книгах «Радуницы»: Е. М. Хитрову и З. Д. Бухаровой.
29 января 1916 года — первому литературному наставнику, школьному учителю Е. М. Хитрову
Доброму        старому учителю
Евгению    Михайловичу
Хитрову,
от      благодарного     ученика,
автора этой       книги.
1916. 29 янв.

Петроград.
Экземпляр книги хранится в Государственном музее-заповеднике С. А. Есенина в Константинове.
31 января 1916 года Сергей Есенин подписывает сборнику: «Дорогой Зое Дмитриевне Бухаровой с любовью и искренним расположением» (Пропалов П. Неизвестный автограф С. А. Есенина. — Газ. «Ленинский путь». Вязьма, 1990, 21 апр., № 64; «Над Невой твоей…» Юбилейный сб. к 100-летию С. А. Есенина. СПб.: Роза мира, 1996, с. 62))
В автобиографии 1924 года Есенин отмечал, что изданием «Радуницы» обязан Клюеву: «Он отыскал мне издателя М. В. Аверьянова, и через несколько месяцев вышла моя первая книга „Радуница“».
Учтена в перечне книг, поступивших в Книжную палату с 11 по 18 февраля 1916 года, поз. 3166 (Книжная летопись, Петербург, 1916, № 7, 19 февраля, С. 5).
Название восходит к раннему стихотворению «Знаю, чую волю Божью…» («Чую радуницу Божью…»). Это произведение названо П. Н. Сакулиным «самоопределением» Есенина (журнал «Вестник Европы», Петроград, 1916, № 5, май, С. 206). Академик-литературовед, специалист по истории русской литературы и теории литературы, Павел Никитич Сакулин сделал вывод на стихах поэта и на беседах с ним.

## Публикации
При жизни поэта вышло три издания.
Сергей Есенин. Радуница, Пг., изд. М. В. Аверьянова, 1916.
Сергей Есенин. Радуница, «Московская трудовая артель художников слова», 2-й год I века [1918].
Сергей Есенин. Радуница, [М.], «Имажинисты», 1921.